# فاندا مميزة
فاندا مميزة (الاسم العلمي:Vanda insignis) هي نوع من النباتات تتبع جنس الفاندا من الفصيلة السحلبية.